# 小行星25418
小行星25418（25418 Deshmukh）是一颗绕太阳运转的小行星，为主小行星带小行星。该小行星于1999年11月发现。

## 轨道参数
小行星25418的轨道半长轴为353 003 879 km，2.3596516 UA，离心率为0.153。